# Bistum Apucarana
Das Bistum Apucarana (lateinisch Dioecesis Apucaranensis, portugiesisch Diocese de Apucarana) ist eine in Brasilien gelegene römisch-katholische Diözese mit Sitz in Apucarana im Bundesstaat Paraná.

## Geschichte
Das Bistum Apucarana wurde am 28. November 1964 durch Papst Paul VI. mit der Apostolischen Konstitution Munus apostolicum aus Gebietsabtretungen der Bistümer Londrina und Campo Mourão errichtet. Es wurde dem Erzbistum Curitiba als Suffraganbistum unterstellt. Am 31. Oktober 1970 wurde das Bistum Apucarana dem Erzbistum Londrina als Suffraganbistum unterstellt.

## Bischöfe von Apucarana
- Romeu Alberti, 1965–1982, dann Erzbischof von Ribeirão Preto
- Domingos Gabriel Wisniewski CM, 1983–2005
- Luiz Vicente Bernetti OAD, 2005–2009
- Celso Antônio Marchiori, 2009–2017, dann Bischof von São José dos Pinhais
- Carlos José de Oliveira, seit 2018